# ヘパリン類似物質 (外用薬)
ヘパリン類似物質製剤（Heparinoid Preparation）、ヘパリノイドは、ヘパリンの誘導体であり、グリコサミノグリカンの一つである。本項では主として保湿・血行促進を目的とした外用薬としてのヘパリン類似物質を取り上げているので、より一般的な内容はヘパリン類似物質を参照のこと。
マルホによる薬効分類の標榜は、血行促進・皮膚保湿剤である。外傷などの炎症反応の治療や保湿が必要な治療に使われる。処方箋医薬品ではヒルドイド（マルホ）、一般用医薬品ではアットノン（小林製薬）など後発医薬品も存在する。軟膏剤とローション、スプレータイプ、フォーム剤がある。
美容目的での処方箋発行が問題となり、2018年（平成30年）に処方箋医薬品から外すことが検討されたが見送りとなり、保険診療外の使用を許さないという厚生労働省の通知が明確にされた。こうした背景を受けて、一般用医薬品やスキンケア製品がドラッグストアで発売されている。

## 販売
日本では1954年（昭和29年）に、マルホが凝血阻止血行促進剤としてヒルドイドを販売開始。1990年（平成2年）に皮脂欠乏症の効能を追加、薬効分類を血行促進・皮膚保湿剤に変更。系列製品の販売は、1996年（平成9年）に「ヒルドイドソフト」を、2001年（平成13年）に「ヒルドイドローション」、2018年（平成30年）に「ヒルドイドフォーム」を発売している。

## 効能・効果
ヒルドイドゲルの保険適応症は、以下である。
- 外傷(打撲、捻挫、挫傷)後の腫脹・血腫・腱鞘炎・筋肉痛・関節炎
- 血栓性静脈炎、血行障害に基づく疼痛と炎症性疾患(注射後の硬結並びに疼痛)
- 凍瘡
- 肥厚性瘢痕・ケロイドの治療と予防
- 進行性指掌角皮症
- 筋性斜頸(乳児期)

ヒルドイドクリーム0.3%・ヒルドイドソフト軟膏0.3%・ヒルドイドローションでは「皮脂欠乏症」「血栓性静脈炎(痔核を含む)」の追加がある。
保湿効果では、10%尿素配合剤よりも20%程度高い。

### ガイドライン
。

## 適応外処方の広がりと対応
美容目的での医師の処方箋発行が問題となり、2017年に日本皮膚科学会は、調剤報酬から外すことも視野に入れて、適正処方を提言した。保険適用を除外する・処方制限といった案は、健康保険組合連合会からも提出されたが、2018年1月の厚生労働省中央社会保険医療協議会で、ヘパリン類似物質が真に必要な患者がいることを理由に見送られた。
2018年には、一般用医薬品の油性クリームやスキンケア用ローションも登場した。

## 後発医薬品の効果について
2012年2月、日本皮膚科学会雑誌に掲載された論文では、先発医薬品であるヒルドイドと後発医薬品との比較試験において、塗布による角層中水分量増加の効果は、後発医薬品が明らかに劣ると発表された。
それに対し、独立行政法人医薬品医療機器総合機構が行った文献調査結果では、試験方法について齟齬や不明な点があり、懐疑的な見解が示されているものの、油中水型の製剤であるヒルドイドと水中油型の製剤である後発医薬品との違いが、皮膚透過性に影響したことが考えられると結論付けている。
また、同様の実例については、2016年4月、医学書院発行の『週刊医学界新聞』でも言及され、後発医薬品の中でも外用薬に関しては、配合剤が同じである以外は、同等性が保証されておらず、基剤の違いは持続時間など効果に影響することもあり、その差が先発医薬品のヒルドイドを選択する根拠になって、後発医薬品と効果が全く同じとは言えないと断言している。